# Giovanni Battista Cambiaso
Giovanni Battista Cambiaso (Génova, 19 de julho de 1711 - Génova, 23 de dezembro de 1772) foi o 171.º Doge da República de Génova.

## Biografia
Em 16 de abril de 1771 Cambiaso foi eleito doge com 276 votos em 366 e em 8 de fevereiro de 1772 teve lugar a sumptuosa cerimónia de coroação; nesta ocasião os Arcadianos quiseram celebrá-la com um serto poético que incluía vários sonetos e canções. Cambiaso, ainda no cargo, faleceu repentinamente a 23 de dezembro de 1772, com 61 anos.